# Exoprosopa serva
Exoprosopa serva är en tvåvingeart som beskrevs av Mario Bezzi 1924. Exoprosopa serva ingår i släktet Exoprosopa och familjen svävflugor. Inga underarter finns listade i Catalogue of Life.